# Michael Wolgemut

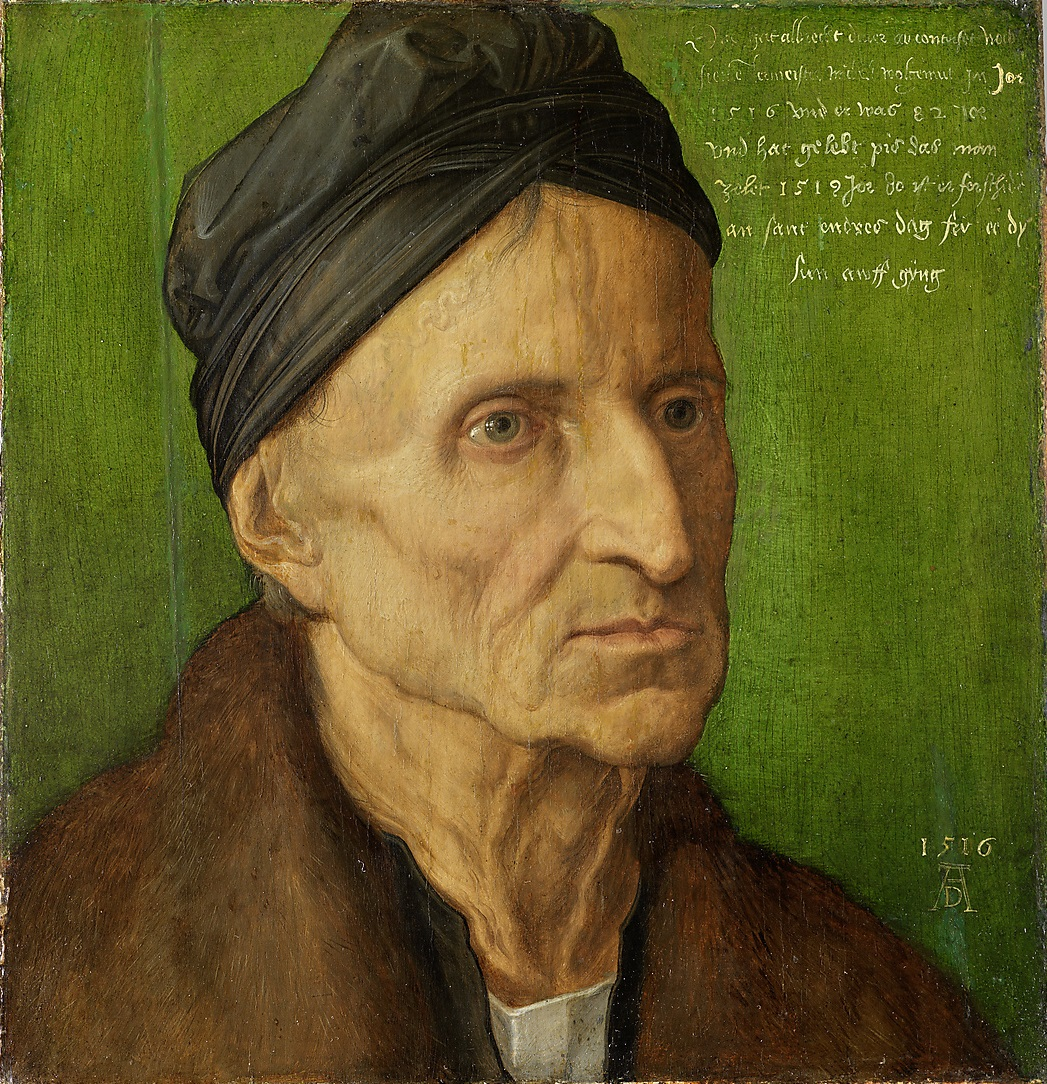
Alberto Durero, Retrato de Michael Wolgemut (1516; Núremberg, Museo Nacional Germano).

Michael Wolgemut (anteriormente escrito Wohlgemuth) (Núremberg, 1434 - 1519), pintor y grabador alemán, perteneciente a la última fase del gótico, conocida como estilo flamenco, o prerrenacimiento. Trabajó mayormente en Núremberg. Debe buena parte de su fama actual a su etapa como maestro de Durero.

## Vida
Poco se sabe de su vida privada. Aprendió con su padre, Valentin Wolgemut (quien murió en 1469 o 1470) y en 1472 se casó con la viuda de su anterior maestro, el pintor Hans Pleydenwurff, cuyo hijo Wilhelm trabajó como asistente (y desde 1491 como socio) para su padrastro. Hacia 1470 se le documenta en Münich donde trabajó como oficial de Gabriel Mälesskircher. Algunos consideran que Wilhelm Pleydenwurff era mejor artista que Wolgemut, si bien murió en enero de 1494, cuando probablemente estaba aún en su treintena. No está clara la obra de Wilhelm, aunque se le han atribuido obras en medios diversos.
La importancia de Wolgemut como artista descansa no solo en sus propias obras individuales, sino también en el hecho de que fue el jefe de un amplio taller, en el que se cultivaban diversas ramas de las bellas artes por un gran número de ayudantes-alumnos, incluyendo a Alberto Durero, quien completó su aprendizaje con él entre 1486 y 1489.
En su taller se ejecutaban grandes retablos y otras pinturas religiosas, y también elaborados retablos en madera en altorrelieve, ricamente decorada con oro y color.

## Xilografías

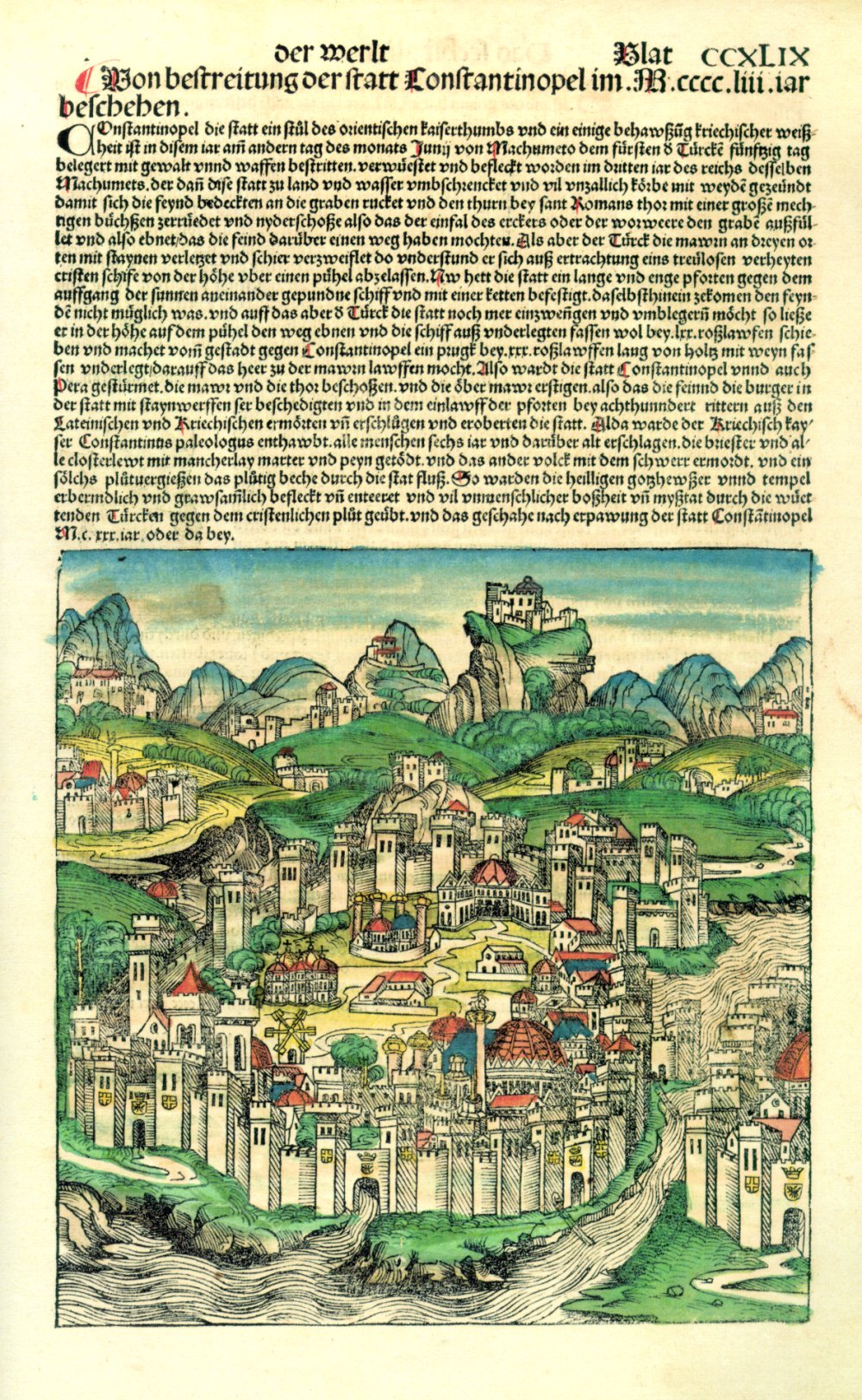
Página representando Constantinopla en la Crónica de Núremberg 1491; la imagen es un grabado en madera del taller de Wolgemut con colorido añadido a mano.

Fue el principal entre los artistas de la xilografía alemana de su época. Proporcionó numerosas ilustraciones para libros a los muchos editores existentes en Núremberg, aunque los grabados más atractivos se vendían también separadamente. Sus entalladuras en madera supusieron avances en el grabado en representar volumen y sombras de manera mucho más lograda. No obstante, a menudo eran coloreados a mano antes o después de su venta. Su alumno Durero lo superaría en una rápida evolución de apenas cinco o seis años, por lo que sus logros a menudo se han pasado por alto.
El grabado en madera era en gran parte trabajo del taller. Varios entalladores cortaban los bloques según diseños de Wolgemut, muchos de los cuales destacan por su vigor y su inteligente adaptación a las especiales necesidades de la técnica del grabado en madera. La mayor parte de la producción eran ilustraciones para libros; Núremberg era el principal centro editor de la Alemania de su tiempo. Dos libros grandes y copiosamente ilustrados tienen grabados de Wolgemut y su hijastro Pleydenwurff, impresos y publicados por el principal impresor de Alemania, Anton Koberger, de Núremberg, que también era el padrino de Durero. El primero es de 1491, Schatzkammer der wahren Reichthumer des Heils («Relicario de las verdaderas riquezas de la salvación eterna»); el otro es la Historia mundi, de Schedel (1493), conocido normalmente como la «Crónica de Núremberg», que es muy valorada, no por el texto sino por su notable colección de 1809 enérgicas ilustraciones.
Wolgemut y su hijastro Wilhelm Pleydenwurff fueron los primeros a quienes encargaron proporcionar las ilustraciones en 1487-88, y un contrato posterior del 29 de diciembre de 1491 encargó diseños manuscritos del texto e ilustraciones. Otro contrato de 1492 estipuló que Koberger debía proporcionar una habitación cerrada con llave para guardar con seguridad los bloques. Un dibujo de Wolgemut para la elaborada portada, datado en 1490, se conserva en el Museo Británico. Como otros libros de la época, muchos de los grabados, que muestran ciudades, batallas o reyes se usan más de una vez en el libro, cambiando simplemente los textos. El libro es grande, midiendo cada grabado a doble página sobre 342 x 500 mm. Se le puede considerar como uno de los primeros «best-sellers» de la historia; subsisten muchos ejemplares, uno de ellos en la Academia de San Fernando de Madrid.

## Pinturas
Su pintura muestra la influencia flamenca, y puede que viajara allí. La obra más temprana conocida de Wolgemut es un retablo formado por cuatro paneles, datado en 1465, hoy en la galería de Múnich, un trabajo decorativo de gran belleza. En 1479 pintó el retablo del altar superior en la iglesia de Santa María en Zwickau, que aún se conserva, recibiendo por él la enorme suma de 1.400 gulden. Uno de sus mejores y mayores trabajos fue el gran retablo pintado para la iglesia de los monjes agustinos en Núremberg, hoy trasladado al museo; consiste en muchos paneles grandes, con figuras de santos venerados localmente.
En 1501 Wolgemut fue contratado para decorar el ayuntamiento de Goslar con una serie grande de pinturas; algunas del techo están sobre tabla, y otras sobre las paredes están pintadas ligeramente en témpera sobre lienzo. Como retratista disfrutó de gran reputación, y algunos trabajos de esta clase son muy admirables por su vigor realista y acabado minucioso.
Fuera de Alemania las pinturas de Wolgemut son escasas. La Institución Real en Liverpool posee dos buenos ejemplos: Pilatos lavándose las manos, y La deposición de la Cruz, que posiblemente sean parte de un gran retablo. Un retrato pintado por él se conserva en Madrid, en el Museo Thyssen-Bornemisza. Durante los últimos diez años de su vida, Wolgemut parece que produjo muy poco de su propia mano. Una de sus últimas pinturas es el retablo en Schwabach, ejecutado en 1508, cuyo contrato aún se conserva. Murió en Núremberg en 1519.